# The Fabulous Freebirds
The Fabulous Freebirds was een professioneel worsteltag team dat beroemd werd in de jaren 1980 en 1990. De groep bestond meestal uit drie leden.

## Geschiedenis
In 1979 ontstond The Fabulous Freebirds toen Michael P.S. Hayes, Buddy Roberts en Terry Gordy beslisten om een "three man gang"-tag teamtype te vormen.
De groep worstelde voor de World Class Championship Wrestling, een worstelorganisatie in de stad Dallas (Texas), waar ze een legendarische feud ("vete") hadden met de Von Erichs (David, Kevin, Kerry, Chris en Mike). Deze vete ontstond door een incident waarbij Terry Gordy een stalen deur van een kooi tegen het hoofd van Kerry Von Erich dichtsloeg. Later worstelde de groep ook voor de Georgia Championship Wrestling, World Championship Wrestling, American Wrestling Association en Universal Wrestling Federation. Tijdens hun periode in de AWA, ruzieden ze met de Road Warriors en dat kostten hen de World Tag Team-titels.
In 1984 worstelde de groep tijdelijk voor de World Wrestling Federation waar ze deel uitmaken van de "Rock 'n' Wrestling Connection"-periode. Tijdens hun periode in de WWF, worstelden ze onder de leiding van Cyndi Laupers manager, David Wolff. De groep verliet snel de WWF toen de bestuurders van de WWF besloten om het team te laten splitsen.
In 1989 vormde Hayes en Garvin een duo als The Freebirds in de World Championship Wrestling en in 1994 was de groep voor de laatste keer samen. Hayes, Gordy en Garvin werkten destijds voor de Global Wrestling Federation. Daarna werd de groep uiteindelijk na 15 jaar ontbonden.

## Freebird Rule
Tijdens de carrière van de Freebirds in de NWA, wonnen ze kampioenschappen in de tag-teamafdeling.  De groep behield de behaalde titel, maar de promotors voegden de term "Freebird Rule" toe, waarbij twee van de drie leden hun titel moesten verdedigen. Deze regel werd later toegepast bij verscheidene worstelorganisaties wanneer drie (of meerdere) leden van een team een tag-team kampioenschap veroverden.

### Voorbeelden
- The Midnight Express (Southeastern Championship Wrestling, 1981–1983)
- The Russians: Ivan Koloff, Nikita Koloff en Krusher Khruschev (NWA, 1985–1986)
- Demolition: Ax, Smash en Crush (WWF, 1990)
- The Wolfpac: Kevin Nash, Scott Hall en Syxx (WCW, 1997)
- The Jersey Triad: Diamond Dallas Page, Bam Bam Bigelow en Chris Kanyon (WCW, 1999)
- Triple X: Elix Skipper, Low Ki en Christopher Daniels (TNA, 2003)
- 3 Live Kru: Konnan, B.G. James en Ron Killings (TNA, 2003–2004)
- The Spirit Squad: Kenny, Johnny, Mitch, Nicky en Mikey (WWE, 2006)
- Team Pacman: Adam "Pacman" Jones, Ron "The Truth" Killings en Consequences Creed (TNA, 2007)
- Chri$ Ca$h, Sexxxy Eddy, Nate Webb en J.C. Bailey (Combat Zone Wrestling)
- The Dudebusters: Trent Barreta, Caylen Croft en Curt Hawkins (Florida Championship Wrestling, 2009–2010)
- The Beautiful People: Lacey Von Erich, Velvet Sky en Madison Rayne (TNA, 2010)
- The Band: Kevin Nash, Scott Hall en Eric Young (TNA, 2010)
- The Family: Jessie Godderz, Rob Terry, Mohamad Ali Vaez en Rudy Switchblade (OVW, 2012)

## Prestaties
- Global Wrestling Federation
  - GWF Tag Team Championship (1 keer; Gordy & Garvin)

- Georgia Championship Wrestling
  - NWA National Tag Team Championship (3 keer; Hayes & Gordy)
  - NWA Georgia Tag Team Championship (1 keer; Hayes & Gordy)

- NWA Mid-America
  - NWA Mid-America Tag Team Championship (2 keer; Hayes & Gordy)

- Pro Wrestling Illustrated
  - PWI Tag Team of the Year (1981) Michael Hayes & Terry Gordy.

- Universal Wrestling Federation (Bill Watts) / Mid-South Wrestling
  - Mid-South Tag Team Championship (2 keer: Hayes & Gordy (1x) en Gordy & Roberts (1x))
  - UWF Heavyweight Championship (1 keer; Gordy)
  - UWF Television Championship (1 keer; Roberts)

- World Championship Wrestling
  - NWA United States Heavyweight Championship (1 keer; Hayes)
  - WCW United States Tag Team Championship (2 keer; Hayes & Garvin)
  - WCW World Six-Man Tag Team Championship (1 keer; Hayes, Garvin & Badstreet)
  - WCW World Tag Team Championship (2 keer; Hayes & Garvin)

- World Class Championship Wrestling
  - NWA American Heavyweight Championship (1 keer; Gordy)
  - NWA American Tag Team Championship (1 keer: Hayes & Gordy)
  - WCCW Six-Man Tag Team Championship (6 keer: Hayes, Gordy & Roberts (5x) en Gordy, Roberts & Parsons (1x))
  - WCCW Television Championship (1 keer; Roberts)
  - NWA Knuckles Championship (Texas version) (1 keer; Gordy)

- Wrestling Observer Newsletter
  - Tag Team of the Year award (1980) - Gordy en Roberts
  - Feud of the Year award (1983) - Freebirds vs. Von Erichs
  - Feud of the Year award (1984) – Freebirds vs. Von Erichs
  - Match of the Year award (1984) – Freebirds vs. Von Erichs (Kerry, Kevin, and Mike) in een Anything Goes match op 4 juli in Fort Worth (Texas)
  - Wrestling Observer Newsletter Hall of Fame (Class of 2005) – Hayes, Gordy & Roberts